# Autor nazwy (botanika)
Autor nazwy naukowej taksonu w nomenklaturze botanicznej i mykologicznej – osoba lub osoby, które jako pierwsze opublikują w publikacji naukowej diagnozę taksonomiczną dla danego taksonu spełniającą określone warunki formalne zawarte w Międzynarodowym Kodeksie Nomenklatury Botanicznej. Wskazywanie autora nazwy naukowej, zwykle w zapisie skróconym, nazywane jest "cytowaniem" i stosowane jest zwłaszcza w odniesieniu do taksonów rangi rodzaju i niższych. Cytowanie pozwala na dokładne ustalenie co oznacza dana nazwa, bowiem w taksonomii nierzadko te same nazwy używane były w różnych kombinacjach i znaczeniu.
Regulacje dotyczące podawania autora nazwy naukowej zawarte są w sekcji 3 rozdziału IV kodeksu nomenklatury botanicznej.

## Forma cytowania
Informacja o autorze lub autorach nazwy naukowej podawana jest w formie skróconej. W celu ujednolicenia zapisów i uniknięcia nieporozumień i niejednoznaczności kodeks nomenklatoryczny rekomenduje jako źródło skrótów publikację Brummitta i Powella pt. Authors of plant names (1992). Skróty podawane są też w internetowych bazach danych, z których rekomendację kodeksu posiada International Plant Names Index oraz Index Fungorum. 
Jeśli jest dwóch autorów nazwy naukowej, podaje się skróty ich obu nazwisk połączone łacińskim spójnikiem "et" lub odpowiadającym mu znakiem pisarskim – &. Jeśli jest więcej autorów, wymienia się pierwszego z dopiskiem "et al." lub "& al." 
Kluczową rolę w ustaleniu autorstwa nazwy odgrywa nie tylko jej pierwsze opublikowanie, ale też odpowiednie opisanie taksonomiczne taksonu. Jeśli nazwa została opublikowana przez jednego autora bez opisu taksonomicznego, a inny opublikował ją wraz z pełną diagnozą taksonomiczną, wówczas podaje się skrót nazwiska drugiego autora, ew. poprzedzony skrótem pierwszego i "ex".
Przykład: Pinaceae Spreng. ex F. Rudolphi = Pinaceae F. Rudolphi
Jeżeli takson jest dzielony w wyniku zmiany ujęcia systematycznego, część powstała w wyniku podziału, której dotyczy dotychczasowy typ nomenklatoryczny, zachowuje dotychczasową nazwę i autora. Dla oznaczenia zmiany tego rodzaju po nazwisku autora nazwy taksonu dodaje się słowo "emendavit" w formie skróconej "emend." i skrótem autora poprawki, ew. ze skrótem wskazującym rodzaj zmiany ujęcia taksonomicznego ("mutatis characteribus" (mut. char.), "pro parte" (p. p.), "excluso genere" or "exclusis generibus" (excl. gen.), "exclusa specie" or "exclusis speciebus" (excl. sp.), "exclusa varietate" or "exclusis varietatibus" (excl. var.), "sensu amplo" (s. ampl.), "sensu lato" (s. l.), "sensu stricto" (s. str.) itp.).
Przykład: Phyllanthus L. emend. Müll. Arg.;  Globularia cordifolia L. excl. var. (emend. Lam.).
Jeżeli dokonuje się zmiana pozycji systematycznej taksonu w randze rodzaju lub niższej, opisanego wcześniej prawidłową nazwą naukową – wówczas skrót nazwiska pierwszego autora diagnozy systematycznej podaje się w nawiasach, a następnie skrót nazwiska autora nowego ujęcia. Dla taksonów o randze wyższej od rodzaju podaje się zawsze tylko autora określonego ujęcia systematycznego.
Przykład: Odmiana Medicago polymorpha var. orbicularis L. (1753) po podniesieniu do rangi gatunku: M. orbicularis (L.) Bartal. (1776)
Jeżeli autor opisał gatunek, który okazał się mieszańcem, pierwotna nazwa ulega zmianie polegającej na dodaniu znaku mnożenia przed nazwą gatunkową i skrótu "pro. sp." w nawiasach po nazwisku autora nazwy. Jeśli sytuacja jest odwrotna, wówczas po nazwisku autora dodaje się w nawiasach skrót "pro hybr.".
Przykład: Takson opisany jako gatunek Stachys ambigua Sm. (1809) w zapisie wskazującym na jego mieszańcowy charakter: Stachys ×ambigua Sm. (pro sp.).
Pełne cytowanie nazwy taksonu obejmuje nie tylko skrót nazwiska, ale także dodatkowe informacje o miejscu i czasie opublikowania diagnozy taksonomicznej. Stosowane jest w publikacjach taksonomicznych. Przykład:
- Sequoia sempervirens (D.Don) Endl., Syn. Conif. 198 (1847)

Skrót D.Don wskazuje na to, że David Don opublikował jako pierwszy nazwę gatunkową (jako Taxodium sempervirens D.Don). Następnie jednak Stephan Endlicher dokonał zmiany ujęcia taksonomicznego i umieścił gatunek w obrębie rodzaju Sequoia. Ta diagnoza opublikowana została na stronie 198 dzieła Synopsis Coniferarum z 1847 r.

## Różnice w stosunku do nomenklatury zoologicznej
W odróżnieniu od ustaleń kodeksu nomenklatury zoologicznej, w nomenklaturze botanicznej i mikologicznej autorstwo nazw naukowych ulega zmianie po każdej korekcie taksonomicznej i nie jest grupowane w obrębie kilku różnych rang systematycznych. Nazwa każdej jednostki systematycznej posiada własnego autora:
Przykład:
gromada Magnoliophyta Cronquist & al., podgromada Magnoliophytina Frohne & U.Jensen ex Reveal, klasa Magnoliopsida  Brongn., podklasa Rosidae Takht., nadrząd Rosanae Takht., rząd Rosales Perleb, podrząd Rosineae Rchb., rodzina Rosaceae Adans., podrodzina Rosoideae Arn., plemię Roseae Lam. & DC., podplemię Rosinae J. Presl., rodzaj Rosa L., gatunek Rosa damascena Mill.